# معاملة المثليين في الإمارات العربية المتحدة
يواجه الأشخاص من المثليين والمثليات ومزدوجي التوجه الجنسي والمتحولين جنسياً (اختصاراً: مجتمع الميم) في الإمارات العربية المتحدة تحديات قانونية واجتماعية لا يواجهها غيرهم من المغايرين جنسيا. يعتبر النشاط الجنسي بين الرجال وبين النساء غير قانوني في الإمارات العربية المتحدة، يواجه الرجال الذين يمارسون الجنس مع الرجال عقوبة الإعدام على الرغم من عدم وجود حالات معروفة من عمليات الإعدام بسبب النشاط الجنسي المثلي. يواجه الأشخاص من مجتمع الميم وصمة عار بين السكان. كما أن المنازل التي يعيش فيها الشركاء المثليون غير مؤهلة للحصول على نفس الحماية القانونية المتاحة للأزواج المغايرين، مع وجود عدة تقارير تتحدث عن مستوى عالي من التمييز والانتهاكات ضد مجتمع الميم. تعتبر العلاقات الجنسية غير المغايرة أو خارج إطار الزواج جريمة. وتتراوح العقوبات ما بين عقوبة السجن، الغرامات، الترحيل، وعقوبة الإعدام. تعد كلا من الخيانة زوجية والزنا جرائم، والشخص المُدان بالمثليّة الجنسية قد يواجه تهمة الخيانة الزوجية في حال كان لديه قرين مغاير مع وجود علاقة جنسية مع شخص مثلي.

## قانونية النشاط الجنسي المثلي
تنص المادة 354 من قانون العقوبات الاتحادي الإماراتي 
 حيث يرى أن البعض أن هذه المادة بشكل عام تضع الاغتصاب في نفس خانة المثلية الجنسية. لا يحل قانون العقوبات الاتحادي محل النظام القانون لكل إمارة في الاتحاد على حِدَة، ما لم يكن ذلك مخالف للقانون الاتحادي، وهكذا تبقى قوانين الشريعة لها مكانة. وبالتالي يمكن للفرد أن يتهم تحت إطار قانون العقوبات الاتحادي، أو قانون العقوبات الخاص بالإمارة. يعتبر التعذيب، والإعدام، والضرب، والجلد، السجن، الغرامات والإخصاء الكيميائي، والتعذيب، والجلد، والترحيل للأجانب أمرا شائعا.
في سبتمبر 2013، تم الإعلان عن موافقة جميع دول الخليج التعاونية على مناقشة اقتراح لإنشاء شكل من أشكال الاختبار، غير معروف حتى الآن، لمنع الأجانب المثليين من دخول أي من هذه الدول. ومع ذلك، فقد بسبب الاهتمام باستضافة كأس العالم لكرة القدم 2022 في قطر، والمخاوف من الجدل في حالة أن مشجعي كرة القدم قد تم فحصهم، جعل المسؤولين يتراجعون عن هذه الخطط ويصرون على أنها كانت مجرد اقتراح.

### أبوظبي
تحدد المادة 80 من قانون العقوبات لإمارة أبو ظبي عقاب اللواط بالسجن لمدة 14 عامًا. كشفت عدة تقارير إخبارية عن تطبيق القانون عادةً على المتهمين بالمادة. كما أن شهوة الملابس المغايرة غير قانونية. 
في عام 2005، تم اعتقال 26 شاب في فندق بأبوظبي بعد أن اكتشفت الشرطة أنهم مشتبهون في إقامة ممارسات مثلية، وشهوة الملابس المغايرة وفي مناقشة المداهمة، قال وزير العدل، والأوقاف والشؤون الإسلامية محمد بن نخيره الظاهري أنه ’’لن يكون هناك مجال للأفعال المثلية والكويرية داخل دولة الإمارات، مجتمعنا لا يتقبل السلوك الكويري، سواءً بالقول أو الفعل‘‘. كما أشارت تقارير أولية إلى أن بعضًا من هؤلاء الرجال أمروا بإعطائهم علاجات هرمونية تجريبية، على الرغم من أن الحكومة تراجعت فيما بعد عن تلك التصريحات. وقد حُكم على جميع أولئك الرجال بالسجن لمدة 5 سنوات.

### دبي
تقر المادة 177 من قانون العقوبات لإمارة دبي عقوبة تصل إلى 10 سنوات للمتهمين بممارسة أفعال جنسية مثلية. التصور الأكثر شيوعًا من قبل وسائل الإعلام المحلية تجاه الأفراد من مجتمع المثليين متعلق بالأجانب أو باعتبارها مرضا، أو بالجرائم الجنسية كالاغتصاب.
في يونيو 2007، تتعلق إحدى الحالات باختطاف واغتصاب صبي فرنسي-سويسري يبلغ من العمر 16 عامًا من قبل مجموعة من الرجال، وفي البداية، عاملته الشرطة على أنه مشتبه به وخوفه وأسرته من اتهامهم بموجب المادة 177 دفعهم لمغادرة البلاد. ذكر الصبي في جلسة محكمة مغلقة أنه بعد فترة وجيزة من مغادرته الممرات، رأى أحد معارفه البالغ من العمر 17 عامًا والذي عرض عليه إيصاله إلى المنزل وبعد ركوبه لسيارة الدفع الرباعي والقيادة بعد منزله، قام الرجال الثلاثة بعد فترة قصيرة باغتصاب الصبي. في البداية، عاملت الشرطة الضحية كمشتبه به، ودفع الخوف من توجيه الاتهام بموجب المادة 177 الصبي وعائلته إلى مغادرة البلاد. واتهمت الأم سلطات الإمارات العربية المتحدة بعدم إخطار أسرة الضحية بأن أحد المغتصبين كان مصابًا بفيروس نقص المناعة البشرية، وأثبتت إصابته بالفيروس عام 2003، مما أدى إلى تأخير طلب الرعاية الطبية لابنها. تجاهل رئيس شرطة دبي هذا الاتهام قائلاً «القضية قضية محكمة... أعتقد أنها تلوم الجميع...». في نهاية المطاف، لم توجه أي تهم رسمية ضد المراهق الذي عاد للشهادة ضد المغتصبين. أثارت القصة اهتمام وسائل الإعلام الدولية بممثلي الحكومة الذين يدافعون عن القوانين الجنائية ضد المثلية الجنسية، قائلين: «هذا مجتمع محافظ. المثلية الجنسية، والقيام بالمثلية الجنسية هو عمل غير قانوني. ونحن لا نخجل من ذلك». أطلقت والدة الصبي حملة دولية لمقاطعة دبي لمعاملة ابنها، لكنها أنهت الحملة عندما وافقت الحكومة على مطالب معينة. حصل الفتى بعد ذلك على تعويض مدني قدره 15 مليون درهم إماراتي.
في عام 2008، سجنت سائحتين مثليتين لمدة شهر لسلوكهم العاطفي العلني على الشاطئ. دفعت المحاكمة، التي يُعتقد أنها الأولى من نوعها، الشرطة إلى إنشاء فرقة عمل خاصة لمكافحة المثلية الجنسية وغيرها من «الأفعال غير اللائقة» التي تجري على الشواطئ.
العقوبات القانونية والاجتماعية ضد المثليين والمثليات ومزدوجي التوجه الجنسي والمتحولين جنسيا يعني أنه لا توجد منظمات للمثليين رسمية أو ملاهي ليلية خاصة بهم في دبي. أحد الملاهي ويدعى نادي دايموند احتضن ليلة خاصة بالنسبة لمجتمع المثليين، بمشاركة دي جي بريطاني من مشتهي ملابس الجنس المغاير، إلا أن النادي أغلق من قبل الحكومة.
في عام 2011، تم القبض على رجلين يمارسان الجنس في سيارة وحُكم عليهما بالسجن لمدة عام. كان أحدهما باكستانيًا، 24 عامًا، والآخر فلبيني، 33 عامًا، وكلاهما مذنب بتهمة «المثلية الجنسية»، الذي وقع في منطقة المدينة الدولية بدبي. تم ترحيل كلا الرجلين بعد عقوبة السجن.
في عام 2012، ألقت الشرطة القبض على رجلين هنديين لممارسة الجنس بالتراضي في مرحاض عام في محطة للحافلات. وقد سُجن كلاهما لمدة ستة أشهر وتم ترحيلهما إثر أحكام بالسجن. في نفس العام، حكم على رجل بريطاني يبلغ من العمر 28 عامًا كان قد مارس الجنس في حالة سكر مع رجل آخر في العلن بالسجن لمدة ثلاث سنوات وتم ترحيله بعدها. في 21 مارس 2012، داهمت الشرطة حفلا مثليا كان فيه أكثر من 30 رجلاً. في 7 يونيو 2012، اعترف رجل بلجيكي للشرطة بأنه كان على علاقة مثليو مع رجل فلبيني. تم اعتقاله وسجنه لمدة عام وتم ترحيله بعدها.
في ديسمبر/كانون الأول 2013، قُبض على كارين ميك وكاميلا ساتو، وهما امرأتان متحولتان جنسياً من البرازيل، في ملهى ليلي في دبي بتهمة «تقليد النساء» بعد الاتصال بالشرطة بسبب التمييز والتحيزات التي تعرضوا لها في الملهى الليلي.
بعد وصول الشرطة إلى الملهى الليلي وعلموا أن الاثنين كانا متحولين جنسياً، تم اعتقالهما واحتُجزت الاثنتان لمدة يومين دون أي تفسير. لم يُسمح للنساء بمغادرة دبي بمجرد أخذ جوازات سفرهن ومواجهة تهم جنائية. احتُجز الاثنان في دبي حتى صدور الحكم في مارس/آذار 2014، وغرّمتهما المحاكم بمبلغ 10,000 درهم (2722.50 دولارًا) وأُمر بترحيلهما.
اعتُقل المسؤولون في مطار دبي الدولي اليوتيوبر والعارضة الكندية جيجي جورجوس، وهي امرأة متحولة جنسيا، لمدة 5 ساعات بسبب عدم اعتراف السلطات بجنسها قانونيا. تمت مصادرة جواز سفرها أثناء احتجازها. بعد إطلاق سراحها من الاحتجاز، غادرت فورًا إلى السويد.
في أكتوبر 2017، واجه جيمي هارون من إستيرلينغ، اسكتلندا عقوبة بالسجن لمدة 3 سنوات بعد وضع يده على رجل في حانة حتى لا «يصطدما وتتسرب المشروبات». تم اعتقاله بسبب الفحش العام بعد لمس فخذ الرجل. تم إسقاط التهم المتعلقة بالآداب العامة في نهاية المطاف بعد تدخل حاكم الإمارة محمد بن راشد آل مكتوم.

## الهوية الجندرية والتعبير عنها
في سبتمبر 2016، أصدرت الحكومة المرسوم الاتحادي رقم 4، سلسلة من التغييرات للحد من المسؤولية الجنائية للأطباء. يسمح القانون الجديد للأطباء بإجراء التدخل الطبي على الأشخاص ثنائيي الجنس من أجل «تصحيح» جنسهم، وإزالة الأعضاء التناسلية الذكورية أو الأنثوية بشكل فعال. لا تزال جراحة إعادة تحديد الجنس غير قانونية. في مايو 2017، تقدم ثلاثة من الإماراتيين الرجال المتحولين جنسياً «سالم» و «علي» و «محمد»، والذين خضعوا لعملية إعادة تحديد الجنس في عام 2016 في الولايات المتحدة ولديهم المظهر الجسدي للرجال، كن جوازات السفر والتأمين الطبي ووثائق الهوية الخاصة بهم ما زالت تُعرّفهم بأنهم نساء، بطلب إلى المحكمة لتغيير العلامة الجنسية في سجلات الدولة. ومع ذلك، في مارس 2019 رفضت محكمة الاستئناف الاتحادية الطلب. استأنف المدعون. في ديسمبر 2018، رفضت المحكمة العليا الاتحادية قضيتهم لتعديل وثائقهم القانونية.

## ظروف الحياة
وجد تقرير لوزارة الخارجية الأمريكية عام 2011 أن:
كلًا القانون المدني والشريعة الإسلامية يجرمان النشاط الجنسي المثلي. تحت قانون الشريعة[،] عقوبة الإعدام هي عقاب الأشخاص الذي ينخرطون في نشاط مثلي توافقي. لم يكن هناك أي نشاط مثلي ملاحق منذ 2011. في هذا الوقت[،] تعرض الحكومة الأشخاص المثليين على علاج نفسي ومشورة. شهوة الملابس المغايرة هي جريمة يعاقب عليها القانون. وقد رحلت الحكومة مشتهين للملابس المغايرة أجانب، وأحالت المواطنين إلى النيابة العامة. 
أعلنت شركة يوبي سوفت لتطوير ألعاب الفيديو في 22 فبراير 2022 سحب إقامة بطولة «سيكس إنفيتايشونال 2022» (بالإنجليزية: Six Invitational 2022)‏ من الإمارات العربية المتحدة، بعد أيام من توقيع أكثر من 13.000 شخص على عريضة واحتجاج اللاعبين والمعجبين على اختيار الدولة التي تجرم مجتمع المثليين لهذا الحدث. نُقِل الحدث رسميًا من الإمارات العربية المتحدة بسبب الانتقادات الشديدة لمعاملة المثليات والمثليين ومزدوجي التوجه الجنسي والمتحولين جنسيا هناك. تتميز ألعاب فيديو البطولة كذلك بشخصيات عديدة من مجتمع المثليين.
أدانت رسالة صادرة عن 12 منظمة حقوقية في 25 مايو 2022 انتهاك حقوق مجتمع المثليين في الإمارات العربية المتحدة من خلال انتقاد مشاركة أندي كوهن (وهو مثلي الجنس علنا) في إطلاق سلسلة ربات البيوت الحقيقيات (بالإنجليزية: The Real Housewives)‏ في دبي. اتُهم النظام الملكي بممارسة رهاب المثلية وكراهية النساء والعنف ضد المرأة. وجهت الجماعات الحقوقية في الرسالة مطالب إلى كوهن منها تعريف وتثقيف مشجعي البرنامج حول حالة حقوق الإنسان والتبرع لمنظمات حقوق الإنسان في الإمارات العربية المتحدة.
كانت الإمارات العربية المتحدة في عام 2021 من بين أكثر 20 مكانًا يزورها السائحون من مجتمع المثليين. وأعلنت تقارير حتى في عام 2022 بوجود حالات واجه فيها عدد من السائحين من مجتمع المثليين الذين سافروا إلى دبي مشاكل وتم ترحيلهم. زارت عارضة الأزياء التايلاندية راشيا نوباكارون دبي في مارس 2022 للمشاركة في معرض إكسبو 2020، لكن تم إعادتها لأنها عرفت نفسها على أنها امرأة، في حين جواز سفرها حدد جنسها كذكر. وتم في حالة أخرى ترحيل المؤثر الفرنسية على موقعي تيك توك وسنابشات إبراهيم غودين من دبي لأن السلطات افترضت أن صديقه الذكر الذي يسافر معه هو حبيبه. قدم إبراهيم شكوى بتهمة «التشهير العلني بسبب التوجه الجنسي» وفتح تحقيق من قبل نيابة فيسول. وصرح بأن "دبي ليست كلها جميلة، وليست كلها وردية كما نراها على شبكات التواصل الاجتماعية.»
حظر مكتب التنظيم الإعلامي لدولة الإمارات العربية المتحدة عرض فيلم لايت يير لشركة بيكسار في دور السينما في يونيو 2022، مشيرًا إلى أن الفيلم ينتهك معايير المحتوى الإعلامي في الإمارات. تم منع عرض الفيلم لتجسيده قبلة مثلية بين شخصيات ثانويتين. خضعت مجلة ماجد الهزلية الشهيرة في العالم العربي في وقت لاحق من ذلك الشهر للتحقيق من قبل السلطات الإماراتية بدعوى الترويج للمثلية الجنسية. إذا ألغت المجلة طبعتها في مايو، والتي كانت تصور شخصية متعددة الألوان قالت في أحد الحوارات «مذهل، لدي القدرة على تلوين الأشياء ... سيؤغب علي في أن يصبح مثلي.» وأشار عدد من الأشخاص على مواقع التواصل الاجتماعي إلى أن المجلة استخدمت الكلمة العربية «مثلي» عن قصد، والتي قد تعني «مثلي (الجنس)» و«مثلي (في نفس حالتي)».
رضخت شركة أمازون لطلب حكومة الإمارات العربية المتحدة تحت التهديد بعقوبات مجهولة، ووضعت قيودًا على منتجات مجتمع المثليين ونتائج بحثهم في دولة الإمارات. وأصبحت عمليات البحث في الموقع عن كلمات رئيسية مثل «الفخر» و «المثليين» و «علم المتحولين جنسياً» تعطي «عدم وجود نتائج بحث» في البلاد. كما تمت إزالة الكتب بما في ذلك مانغا تجربتي المثلية مع الوحدة لناغاتا كابي و كتاب مجموعة المقالات ماسطة نسوية سيئة لروكسان غاي والرواية المصورة جندر كوير: مذكرات لمايا كوبابي. قالت شركة أمازون إن عليها «الامتثال للقوانين واللوائح المحلية للبلدان التي نعمل فيها» على الرغم من التزامها بحماية ودعم حقوق المثليين.
في يونيو 2023، حظرت الإمارات العربية المتحدة Spider-Man: Across the Spider-Verse Spider-Man، قبل أسبوع من إطلاقها المتوقع في المنطقة. فشل الفيلم في اجتياز متطلبات الرقابة الإماراتية، بسبب مشهد يصور لمحة عن علم متحولين جنسياً يعرض عبارة "حماية أرواح المتحولين جنسياً".
في يونيو 2023، ألغت ستيبس عرضًا في دبي بسبب بند في العقد لا يسمح لها بالكشف عن حياتها الجنسية. وقال لان إتش واتكينز، عضو الفرقة، إن سبب عدم أدائه هو "جميع قضايا حقوق الإنسان المروعة" التي تحدث في الإمارات العربية المتحدة. وقال إنه "بلد يوجد فيه الكثير من الاضطهاد" و"يتم التعامل مع مجتمع LGBTQ+ بطريقة مروعة للغاية".

### الرقابة على الإنترنت
فرضت الحكومة في الإمارات العربية المتحدة قيودًا على الوصول إلى مواقع الويب المختلفة وتراقب غرف الدردشة والرسائل الفورية والمدونات. لم يكن هناك سوى عدد قليل من التقارير عن الملاحقات القضائية والعقوبات، لكن العديد من الأشخاص على شبكة الإنترنت خضعوا للرقابة على محادثاتهم وهويتهم في غرف الدردشة المثلية. مزود خدمة الإنترنت الوحيد في البلاد لديه خادم وكيل يمنع أي موقع يتعارض مع القيم الأخلاقية للبلاد. المواقع المتعلقة بالمواعيد أو الزواج، قضايا المثليين، العقيدة البهائية، إسرائيل أو المواقع المتعلقة بإلغاء الرقابة كلها غير قابلة للوصول. تشير التقارير حتى إلى أن أي موقع يحتوي على كلمة مثلي الجنس أو الجنس محظور.

## الرأي العام
نشرت بلانيت روميو، وهي شبكة اجتماعية للمثليين، أول مؤشر السعادة للمثليين (GHI) في شهر مايو من عام 2015. وسُئل الرجال المثليون من أكثر من 120 دولة حول شعورهم حيال نظرة مجتمعاتهم للمثلية الجنسية، وكيف يواجهون الطريقة التي يُعاملون بها من قبل أشخاص آخرين ومدى رضاهم عن حياتهم. احتلت الإمارات المرتبة 85 برصيد 37 على مؤشر السعادة.

## ملخص
| قانونية النشاط الجنسي المثلي                                                                  | / (العقوبة: الغرامة أو السجن لمدة 7 سنوات تنطبق عقوبة الإعدام على المسلمين فقط، لممارسة الجنس خارج إطار الزواج بغض النظر عن جنس المشاركين فيه (لا توجد أي حالات لتطبيق عقوبة الإعدام بسبب النشاط الجنسي المثلي) |
| المساواة في السن القانوني للنشاط الجنسي                                                       | No |
| قوانين مكافحة التمييز في التوظيف                                                              | No |
| قوانين مكافحة التمييز في توفير السلع والخدمات                                                 | No |
| قوانين مكافحة التمييز في جميع المجالات الأخرى (تتضمن التمييز غير المباشر، خطاب الكراهية)      | No |
| قوانين مكافحة أشكال التمييز المعنية بالهوية الجندرية                                          | No |
| زواج المثليين                                                                                 | No |
| الاعتراف القانوني بالعلاقات المثلية                                                           | No |
| تبني أحد الشريكين للطفل البيولوجي للشريك الآخر                                                | No |
| التبني المشترك للأزواج المثليين                                                               | No |
| يسمح للمثليين والمثليات ومزدوجي التوجه الجنسي والمتحولين جنسيا بالخدمة علناً في القوات المسلحة | No |
| الحق بتغيير الجنس القانوني                                                                    | No |
| علاج التحويل محظور على القاصرين                                                               | No |
| الحصول على أطفال أنابيب للمثليات                                                              | No |
| الأمومة التلقائية للطفل بعد الولادة                                                           | No |
| تأجير الأرحام التجاري للأزواج المثليين من الذكور                                              | (غير قانوني للأزواج المغايرين كذلك) |
| السماح للرجال الذين مارسوا الجنس الشرجي التبرع بالدم                                          | No |